# Giovanni Girolamo Kapsberger

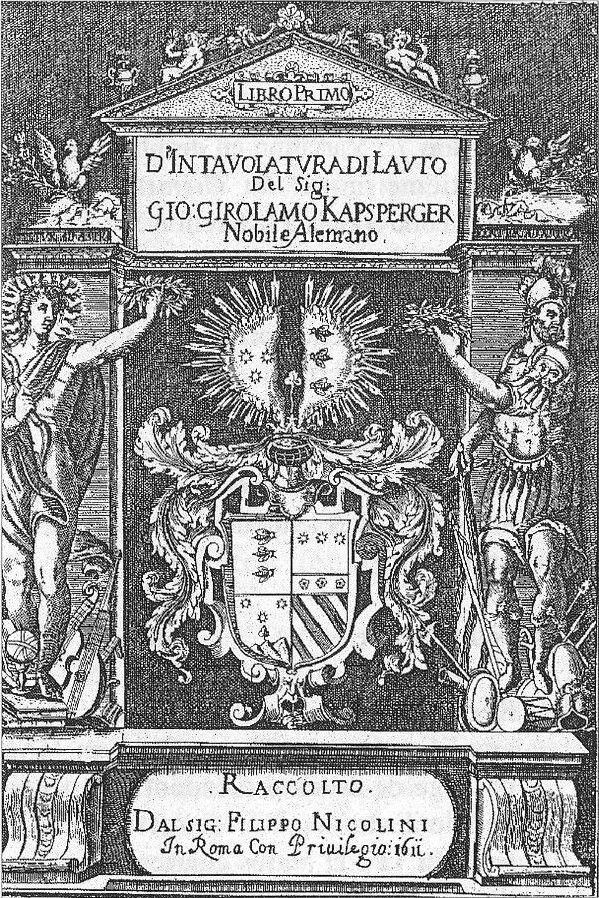
Página inicial del Libro primo d'intavolatura di lauto, de Kapsberger.

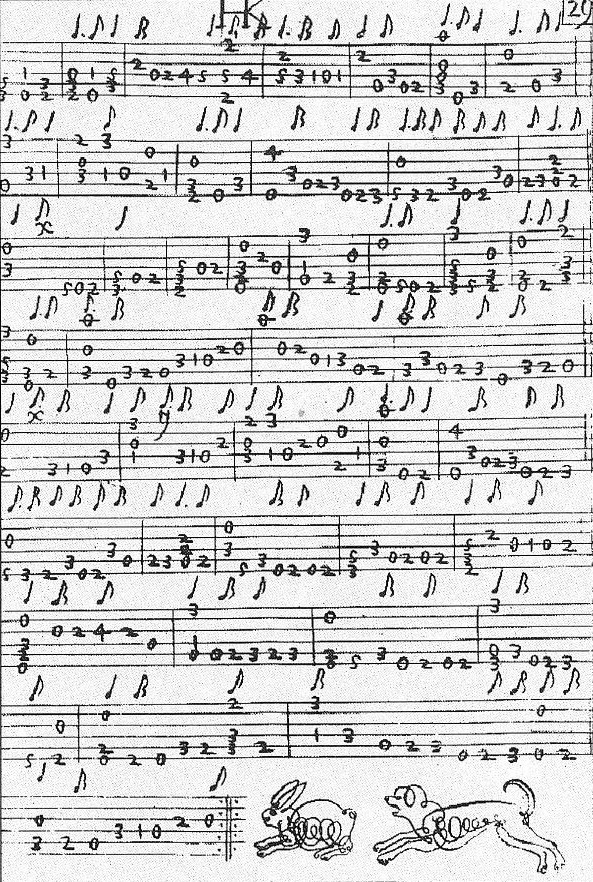
Tablatura de Kapsberger

Johann Hieronymus Kapsberger, italianizado Giovanni Girolamo Kapsberger (Venecia c. 1580-Roma 1651) fue un músico y compositor germanoitaliano, hijo del coronel Wilhelm von Kapsperger, oficial de la casa real austriaca, y la veneciana Gerolima di Rossi. Estuvo activo en la primera mitad del siglo XVII.

## Formación
Su apodo de Il tedesco della tiorba, el alemán de la tiorba, viene de su reputación como un virtuoso de la tiorba y otros instrumentos de la familia de los laúdes. Después de haber pasado sus años de formación en Venecia, donde su padre estaba destinado (era un coronel alemán) y después de la publicación de su primera colección de canciones para chitarrone (otro instrumento de cuerda), se trasladó a Roma alrededor de 1605. 
En Roma, compuso tanto música vocal (sagrada y profana) para instrumentos de cuerda, entrando en el círculo de músicos cercanos a la corte papal de Urbano VIII, para cuya familia había trabajado. Su reputación le valió su elección en 1622 para elaborar por encargo de los Jesuitas el drama alegórico Apotheosis sive consecratio SS. Ignatii et Francisci Xaverii para celebrar la canonización de San Ignacio de Loyola. Su labor como teórico de la música lo llevó a la redacción de un tratado de música Il Kapsberger della musica, que se ha perdido. 

## Obra
- Libro Primo d'Intavolatura di Chitarrone, Venecia 1604

- Libro Primo de Madrigali a cinque voci col basso continuo, Roma 1609
- Libro Primo di villanelle, Roma 1610
- Libro Primo d'intavolatura di lauto, Roma 1611
- Libro Primo Di Arie Passegiate a una Voce con l'Intavolatura del Chitarone, Roma 1612
- Libro Primo di Motteti passeggiati a una voce, Roma 1612
- Maggio cantato nel Regio palazzo de' Pitti, Florencia 1612
- Libro Primo de Balli Gagliarde et Correnti a quattro voci, Roma 1615
- Libro Primo di Sinfonie a quattro. Con il Basso continuo, Roma 1615
- Libro Secondo d'Intavolatura di Chitarrone, Roma 1616
- Libro Secondo di Villanelle a 1. 2. et 3 voci, Roma 1619
- Libro Terzo di Villanelle a 1. 2. et 3. voci, Roma 1619
- Libro secondo di arie à una o più voci, Roma 1623
- Libro Quarto di Villanelle a una e piu voci, Roma 1623
- Poematia et Carmina composita a Maffaeo Barberino olim S.R.E. Card. nunc autem Urbano octavo P.O.M. *musicis modis aptata... Volumen Primum, Roma 1624
- La vittoria del principe Vladislao in Valacchia, 1625 (perdido)
- Libro Terzo di Intavolatura di Chitarrone, Roma 1626
- Coro musicale nelle nozze de gli ecc.mi sig.ri don Taddeo Barberini, e donna Anna Colonna, Roma 1627
- Cantiones sacrae... volumen Primum, Roma 1628
- Fetonte, dramma recitato a più voci, Roma 1630 (perdido)
- Modulatus sacri diminutis voculis... Volumen Secundum, Roma 1630
- I Pastori di Bettelemme nella nascita di N.S. Giesu Christo, Roma 1630
- Libro Quinto di Villanelle a una, due, tre et quattro voci, Roma 1630
- Litaniae Deiparae Virginis cum suis Antiphonis musicis modis... Volumen Primum, Roma 1631
- Missae Urbanae... Volumen Primum, Roma 1631
- Li Fiori : Libro Sesto di Villanelle a una, due, tre e quattro voci, Roma 1632
- Libro Quarto d'Intavolatura di Chitarrone, Roma 1640
- Libro Settimo di Villanelle a una, e piu voci, Roma 1640